# Samuel Barnett
Samuel Barnett, född 25 april 1980 i Whitby, North Yorkshire, är en brittisk skådespelare.
Samuel Barnett har bland annat medverkat i flera TV-serier som Penny Dreadful från 2016, Dirk Gentlys holistiska detektivbyrå (2016–2017) och Morden i Barking från 2022. Han har även medverkat i filmen Bright Star från 2009.

## Filmografi (i urval)
- 2009: Bright Star
- 2016: Penny Dreadful
- 2016–2017: Dirk Gentlys holistiska detektivbyrå
- 2022: Morden i Barking